# Bő, Vas
Bő  este un sat în districtul Sárvár, județul Vas, Ungaria, având o populație de 709 locuitori (2011). 

## Demografie
Componența etnică a satului Bő
     Maghiari (93,8%)
     Germani (4,99%)
     Necunoscut (0,69%)
     Croați (0,52%)
     Alții (0,69%)
Componența confesională a satului Bő
     Luterani (2,54%)
     Necunoscută (95,63%)
     Alte religii (2,54%)
Conform recensământului din 2011, satul Bő avea 709 locuitori. Din punct de vedere etnic, majoritatea locuitorilor (93,8%) erau maghiari, cu o minoritate de germani (4,99%). Apartenența etnică nu este cunoscută în cazul a 0,69% din locuitori. Nu există o religie majoritară, locuitorii fiind  și luterani (2,54%). Pentru 95,63% din locuitori nu este cunoscută apartenența confesională.